# Schlacht bei Limburg
1792

Porrentruy – Marquain – Quiévrain – Verdun – Thionville – Valmy – Lille – Mainz (1792) – Jemappes
1793

Aldenhoven I – Namur – Neerwinden – Mainz (1793) – Famars – Valenciennes (1793) – Arlon (1793) – Hondschoote – Meribel – Avesnes-le-Sec – Pirmasens – Toulon – Fontenay-le-Comte – Cholet – Lucon – Trouillas – Dünkirchen – Le Quesnoy – Menin I – Wattignies – Weißenburg I – Biesingen – Kaiserslautern I – Weißenburg II
1794

Boulou – Landrecis – Menin II – Mouscron – Martinique – Guadeloupe – Tourcoing – Tournai – Kaiserslautern II – San-Lorenzo de la Muga – 13. Prairial – Fleurus – Kaiserslautern III – Vosges – Aldenhoven II
1795

Cornwallis’ Rückzug – Genua – Groix – Hyeres – Handschuhsheim – Mainz (1795) – Mannheim – Loano
1796

Montenotte – Millesimo – Dego – Mondovì – Lodi – Borghetto – Castiglione – Mantua – Siegburg – Altenkirchen – Wetzlar – Kircheib – Kehl – Kalteiche – Friedberg  – Malsch – Neresheim – Sulzbach – Deining – Amberg – Würzburg – Neufundland – Rovereto – Bassano – Limburg – Biberach I – Emmendingen – Schliengen – Caldiero – Arcole – Irland
1797

Fall von Kehl – Rivoli (1797) – St. Vincent – Diersheim – Santa Cruz – Neuwied – Camperduin
Die Schlacht bei Limburg (auch: Schlacht bei Limburg und Diez oder Schlacht an der Lahn) war ein Gefecht bei Limburg an der Lahn am 16. September 1796 im Ersten Koalitionskrieg. Die sich zurückziehende französische Revolutionsarmee versuchte dabei vergeblich, die österreichischen Streitkräfte am Überqueren der Lahn zu hindern.

## Hintergrund

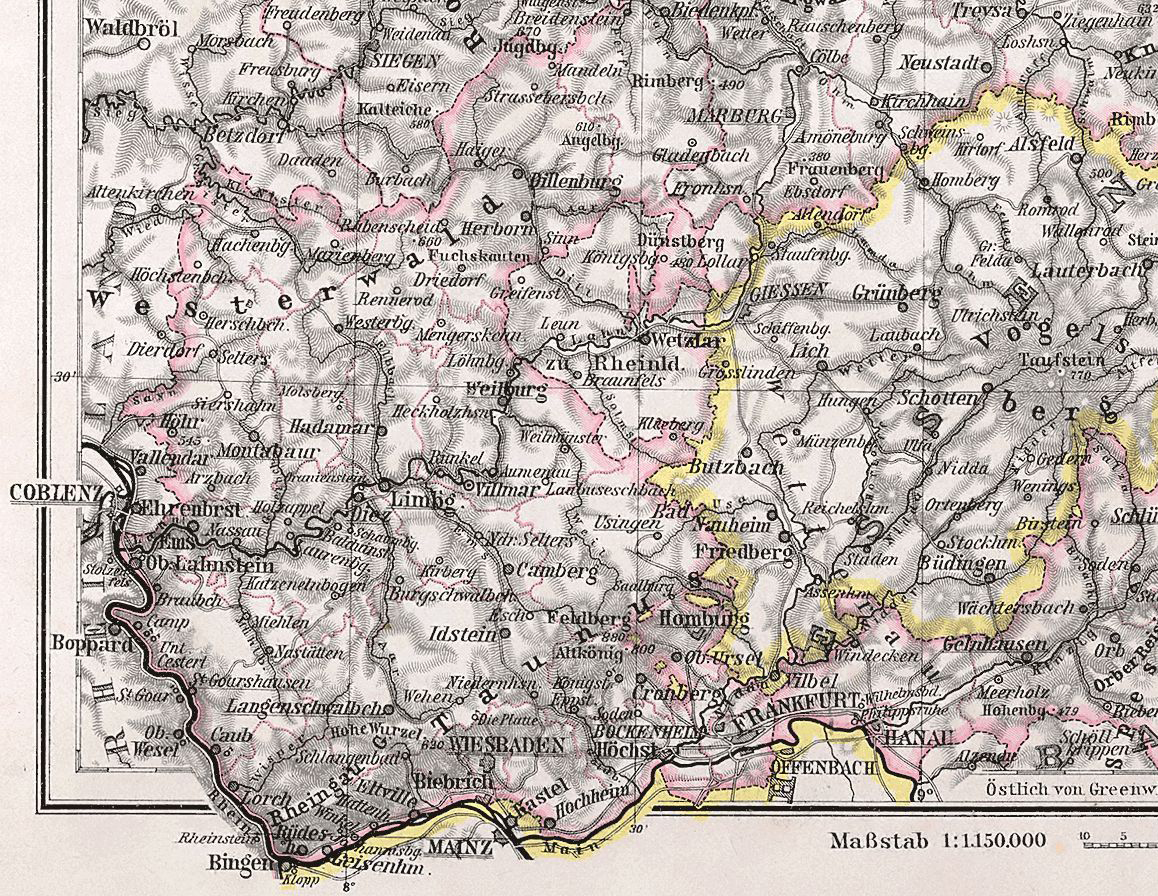
Das Kampfgebiet entlang der Lahnfront 1796 (Karte Hessen-Nassau von 1905)

Nach der Niederlage in der Schlacht bei Amberg am 24. August 1796 gegen die rund 60.000 Mann starken österreichischen Truppen unter dem Kommando von Erzherzog Karl von Österreich zogen sich die französischen Truppen der Sambre-Maas-Armee von insgesamt 30.000 Mann (nach französischen Darstellungen) unter ihrem Oberkommandierende General Jourdan in verschiedenen Marschsäulen nach Mainfranken zurück, um eine Verbindung zu der an der Donau und im Schwarzwald operierenden Rhein-Mosel-Armee unter General Moreau zu halten. Die Österreicher konzentrierten ihre Hauptmacht jedoch auf Jourdan und zwangen ihn am 3. September zu einer Schlacht um Würzburg; die zahlenmäßig weit unterlegenen Franzosen wurden geschlagen und zu einem ungeordneten, bei manchen Einheiten sogar chaotischen Rückzug nach Westen gezwungen.
Entlang der Lahn, als natürlichem Hindernis, versuchte Jourdan zwischen dem 4. und 9. September die Armee zu reorganisieren, um eine geordnete Flussüberquerung und Rückzug der Truppen über die großen Straßen in Richtung Köln und Koblenz durchzuführen. Bereits zuvor hatte er General Marceau mit rund 16.000 Mann von der Belagerung der Festungen Mainz und Ehrenbreitstein abgezogen und an der unteren Lahn zwischen Diez und Nassau und bis nach Limburg eine Front zum Schutz des Rückzugs von Jourdans Armee gebildet. Von Jourdan angeforderte Einheiten der französischen Nord-Armee sollten ebenfalls die Übergänge an der unteren Lahn verteidigen. Bei den wichtigsten Lahnbrücken standen General Bernadotte in Runkel und Limburg, General Championnet bei Weilburg, General Lefebvre hinter Wetzlar, und General Grenier hielt Gießen. Ihnen gegenüber standen die Österreicher unter den Kommandeuren Feldzeugmeister Kray, den Generälen Hotze, Neu und Starray. Erzherzog Karl hatte sein Oberkommando-Quartier in Niederbrechen an der großen Überlandstraße Frankfurt-Köln.

## Schlachtverlauf

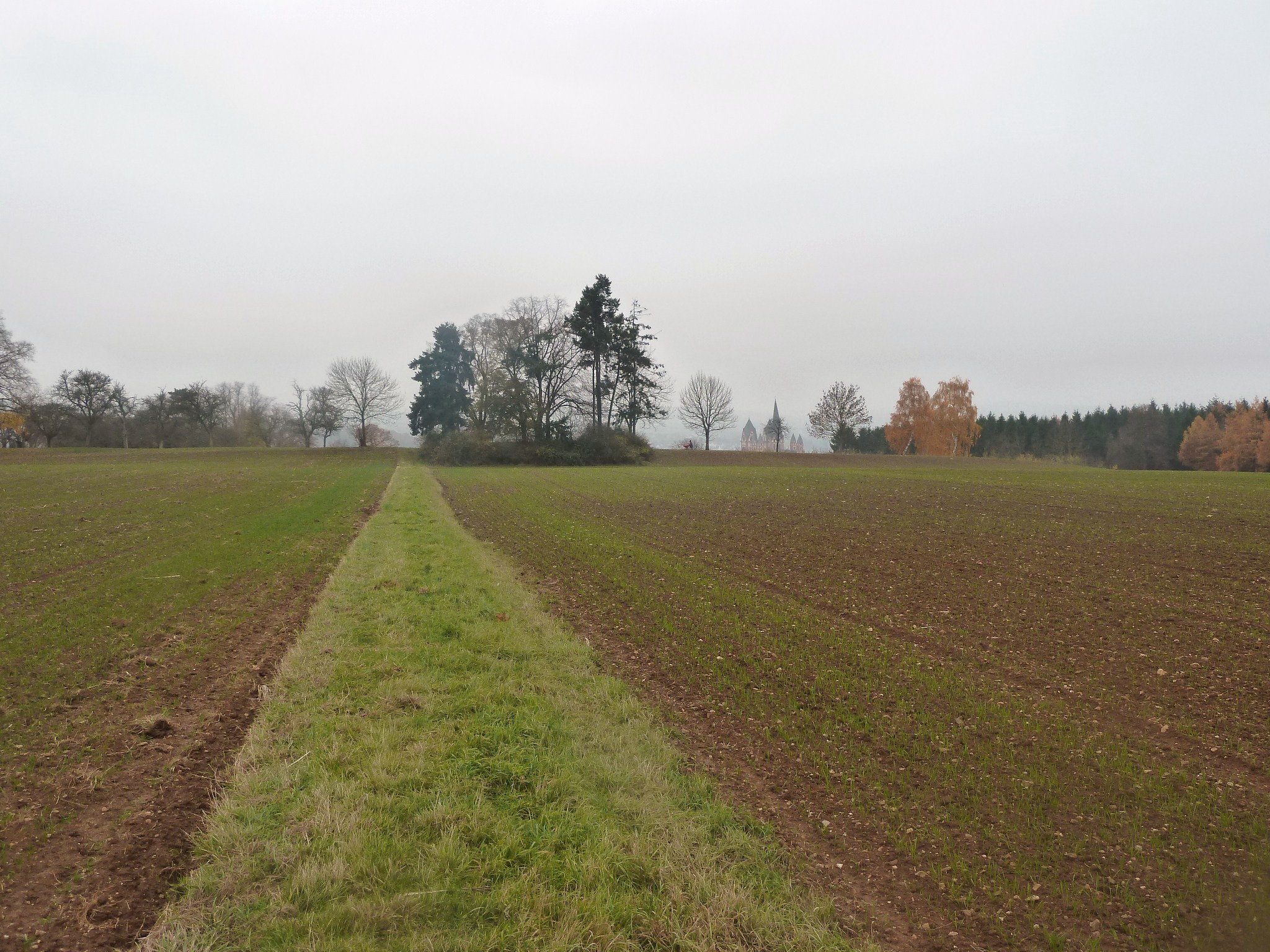
Österreichische Schanze auf dem Greifenberg bei Limburg a. d. Lahn.

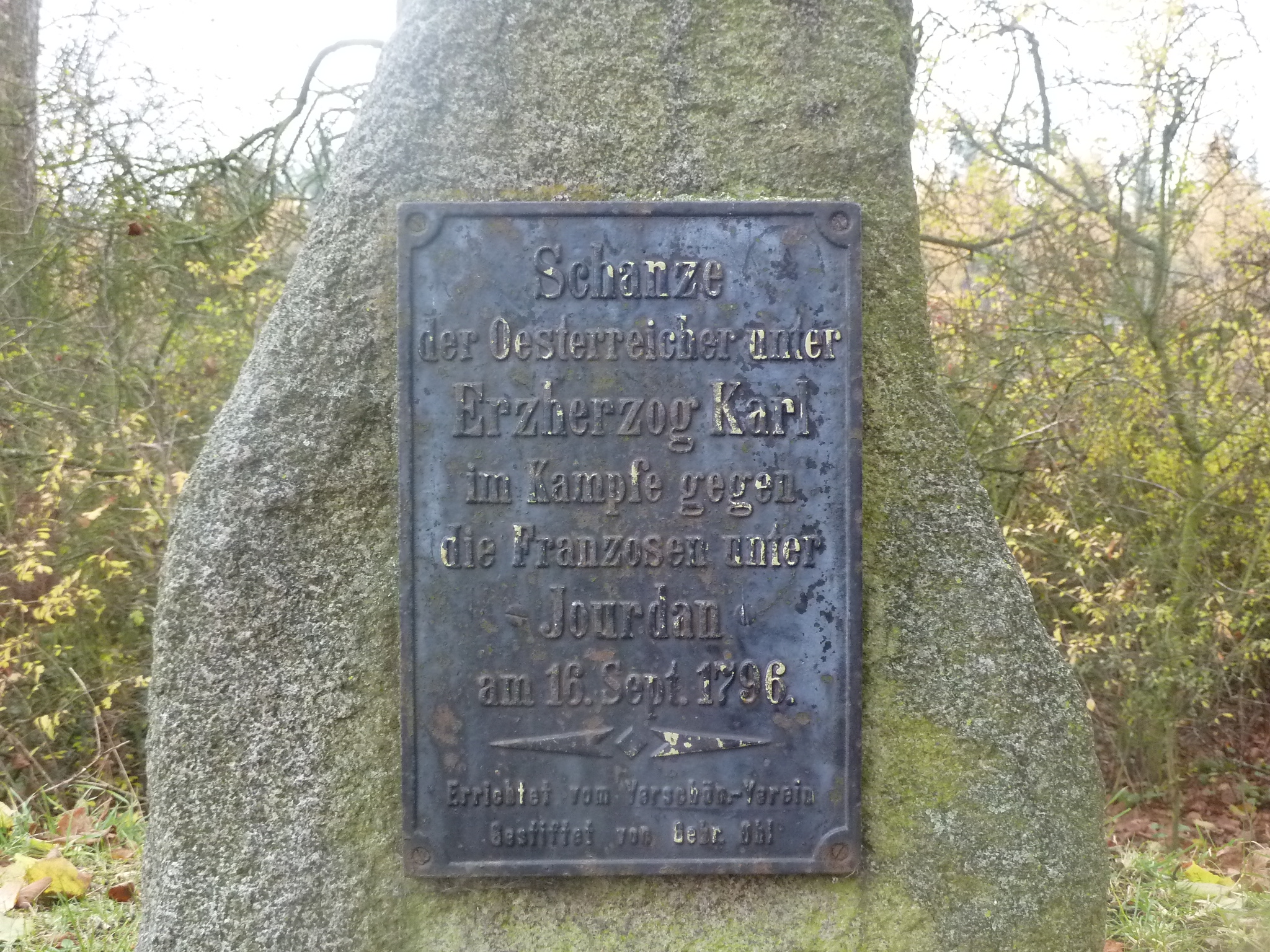
Gedenktafel auf dem Greifenberg bei Limburg a. d. Lahn.

Der Verlauf der Kampfhandlungen zwischen dem 11. und 18. September wird in der Überlieferung unterschiedlich beschrieben und stellt mal die Österreicher, mal die Franzosen als Gewinner in den Kämpfen um die Lahnübergänge dar. Die Sambre-Maas-Armee hatte in großer Auflösung („…dans le plus grand délabrement“, so Abel Hugo 1838 in France militaire) die Lahn erreicht. Ein regulärer Nachschub von Verpflegung, Ausrüstungen und Munition war den Franzosen seit Würzburg nicht mehr möglich. Von der Regierung hatte Jourdan seit Beginn des Rückzugs keine Anweisungen mehr erhalten. Disziplin und Kampfbereitschaft war nur noch im unmittelbaren Befehlsbereich der Generäle anzutreffen. Dort trafen die Österreicher auch auf nennenswerten Widerstand, so bei Gießen (General Grenier) und zwischen Limburg und Diez (General Marceau).
Nach deutschen Quellen versuchten die Österreicher, mit ihrer Hauptmacht bei Limburg die Lahn zu überschreiten, um das bereits nach Norden in den Westerwald abziehende Gros der Franzosen weiter zu verfolgen.
Am Morgen des 16. September befanden sich die französischen Truppen innerhalb eines nach Süden gestreckten Vierecks zwischen Diez, Limburg, Mensfelden und Niederneisen. Ebenfalls am Morgen begann der Angriff der Österreicher. Von Südwesten kommend umging eine Abteilung zunächst den größten Teil der französischen Stellungen, stieß direkt auf Diez vor, eroberte die Stadt mit ihrer Lahnbrücke rasch und setzte sich dort fest, ohne vorerst weiter vorzugehen.
Eine zweite Abteilung marschierte aus Süden auf Limburg zu, um über den heutigen Stadtteil Blumenrod die Stadt anzugreifen. Um die Mittagszeit hatten die Österreicher das Limburger Stadtgebiet südlich der Lahn teilweise sowie den strategisch wichtigen Greifenberg im Südosten der Stadt erobert. Dort positionierten sie eine Geschützbatterie, unter deren Schutz sie kurz darauf sowohl die steinerne als auch eine hölzerne Lahnbrücke eroberten. Der langsame Vormarsch der Österreicher auf der nördlichen Lahnseite wurde am Nachmittag durch einen französischen Gegenstoß aus Richtung Offheim zurückgeworfen. Dieser brachte jedoch nur für kurze Zeit die Limburger Brückenvorstadt nördlich des Flusses und nicht mehr den Lahnübergang selbst in französische Hand.
Damit war den südlich der Lahn stehenden Franzosen der Flussübergang über die Brücken verwehrt. Im weiteren Verlauf des Tages gelang es den Österreichern, auch auf dem Schafsberg eine Geschützbatterie aufzufahren. Die Geschützstellung auf dem Greifenberg wurde mit Schanzen befestigt, deren Reste heute noch zu sehen sind. Die beiden Artilleriestellungen nahmen darauf die in und um Limburg verbliebenen Franzosen unter Kreuzfeuer. Am Nachmittag wandte sich der Hauptstoß der Österreicher gegen die in Niederneisen, auf dem Mensfelder Kopf und in Linter verschanzten Franzosen, die bald besiegt waren. Damit befanden sich nennenswerte französische Einheiten nur noch nördlich des Flusses.
Über die Lahn hinweg versuchten die Franzosen, die Österreicher weiter aufzuhalten. Insbesondere beschoss eine Batterie vom Diezer Petersberg aus die Brücke in der Stadt, wobei mehrere Häuser in Brand gerieten. Dieser Beschuss endete erst, als zwei österreichische Batterien vom Schloss Oranienstein und dem Gucksberg aus die französischen Geschütze zerstörten. Darauf zogen sich die Franzosen in den Altendiezer Wald zurück und die Österreicher gingen auch in Diez auf das nördliche Lahnufer über. Die fliehenden Franzosen wurden vor allem von österreichischen Husaren angegriffen. Die zahlenmäßig überlegenen Österreicher drängten die Franzosen nach Nordosten bis auf Offheim zurück, womit die Schlacht endete. Die Österreicher scheinen sich danach vorerst auf die beiden unmittelbaren Stadtgebiete von Limburg und Diez zurückgezogen zu haben.
Im Schutz der folgenden Nacht und aufziehenden Nebels zogen sich die Franzosen endgültig aus der Region zurück. Eine Marschkolonne zog über Staffel und Montabaur zum Rheinübergang in Koblenz, eine weitere über Elz nach Hachenburg. Marceau und Lefebvre versuchten als Nachhut (arriére-garde) die österreichischen Angriffe auf das abziehende Heer abzuwehren. Marceau wurde, während er das Défilé der Kolonnen bei Höchstenbach überwachte, verwundet und starb am 21. September 1796 in Altenkirchen.
Nach einer letzten Kampfhandlung am 20. September an der Wied bei Altenkirchen – hier hatte am 4. Juni noch General Kléber die Österreicher empfindlich geschlagen – hatte sich das Gros der Sambre-Maas-Armee auf das linke Rheinufer zurückgezogen. Der linke Flügel der Armee besetzte und etablierte sich in der Region Siegburg. Diez wurde zum Hauptquartier der österreichischen Truppen, die entlang der Lahn Winterquartiere bezogen und von Feldmarschall-Leutnant Franz von Werneck befehligt wurden.

## Nachbetrachtung
Der Feldzug im Spätsommer 1796 gegen die Österreicher in Deutschland wurde in Frankreich kaum beachtet. Das große Interesse galt General Bonaparte und seinen gewinnversprechenden Eroberungen in Oberitalien. Der schnelle und zu Beginn erfolgreiche Vorstoß Jourdans bis tief ins Reich wurde durch die fehlende Unterstützung (Hugo: „…la négligence administrative“) und die unqualifizierten Anordnungen der Pariser Regierung, des Direktoriums, zu einem militärischen und politischen Misserfolg.
General Jourdan legte verbittert (Hugo: „…dégouté des tracasseries du gouvernement“) das Oberkommando nieder. Sein Nachfolger bei der geschlagene Sambre-Maas-Armee, die sich als Besatzungsarmee im Rheinland mit Höchstforderungen an die Zivilbevölkerung – oft unter brutaler Gewaltanwendung – selbst zu versorgen hatte, wurde General Beurnonville.